# Янь Цзягань
Янь Цзягань (кит. трад. 嚴家淦, спр. 严家淦, піньїнь: Yán Jiāgàn, 1905—1993) — китайський політик, президент Китайської республіки в 1975—1978, голова Виконавчого Юаня Республіки Китай в 1963-1972 роках.

## Життєпис
Народився 23 жовтня 1905. Навчався в Університеті Сент-Джонс в Шанхаї, отримавши ступінь магістра хімії.
З 1947 очолив економічний департамент уряду провінції Тайвань, брав участь у підготовці та введенні в обіг нового тайванського долара.
Став губернатором провінції Тайвань і очолив міністерство фінансів Китайської Республіки.
У грудні 1963 обраний головою Виконавчого Юаня Китайської Республіки, а у 1966 і 1972 — віце-президентом Китайської Республіки. Коли 5 квітня 1975 помер президент Китайської республіки Чан Кайші, згідно з Конституцією Китайської республіки Янь Цзягань з 6 квітня 1975 почав виконувати обов'язки президента Китайської Республіки до наступних чергових президентських виборів.
Новим президентом Китайської Республіки був обраний Цзян Цзін-го. Янь Цзягань очолив Рух за культурне відродження та Музей імператорського палацу.
У 1990—1991 пішов у відставку з усіх посад, а в 1993 помер у віці 88 років.